# Ulrich Rehm
Ulrich Rehm (* 20. Januar 1964 in Dorsten) ist ein deutscher Kunsthistoriker.

## Leben
Ulrich Rehm hat in Köln und München Kunstgeschichte, Germanistik und Philosophie studiert. Nach dem Abschluss des Studiums mit dem Magister Artium an der Ludwig-Maximilians-Universität München 1990 wurde er 1994, ebenfalls dort, mit der Dissertation „Bebilderte Vaterunser-Erklärungen des Mittelalters“ promoviert. 1994/1995 war er als Wissenschaftlicher Volontär am Bayerischen Nationalmuseum tätig. 1995 wechselte er als Wissenschaftlicher Assistent an die Rheinische Friedrich-Wilhelms-Universität Bonn, wo er sich 2001 habilitierte. Nach mehrjähriger Tätigkeit als Privat- und Hochschuldozent an der Universität Bonn und Lehrstuhlvertretungen an den Universitäten Frankfurt a. M. und Heidelberg folgte er 2007 dem Ruf an die Ruhr-Universität Bochum.
Seine Schwerpunkte sind Mittelalterforschung, Bild- und Buchkultur und Geschichte der Kunsthistoriographie.

## Schriften (Auswahl)
Monografien
- Bebilderte Vaterunser-Erklärungen des Mittelalters (Saecvla spiritalia. 28).  Koerner, Baden-Baden 1994, ISBN 3-87320-428-2 (zugleich Dissertation, München 1994).
- als Herausgeber mit Andreas Eckl und Dorothee Kemper: Marcel Duchamp. Das Große Glas. Beiträge aus Kunstgeschichte und philosophischer Ästhetik (Kunstwissenschaftliche Bibliothek. 16). König, Köln 2000, ISBN 3-88375-457-9.
- als Herausgeber mit Andreas Tönnesmann: Gunter Schweikhart: Die Kunst der Renaissance. Ausgewählte Schriften. Böhlau, Weimar/Wien/Köln 2001, ISBN 3-412-16300-7.
- Stumme Sprache der Bilder. Gestik als Mittel neuzeitlicher Bilderzählung. (Kunstwissenschaftliche Studien. 106). Deutscher Kunstverlag, München 2002. ISBN 3-422-06398-6 (zugleich Habilitationsschrift, Bonn 2001).
- Botticelli. Der Maler und die Medici. Eine Biographie. Reclam, Stuttgart 2009. ISBN 978-3-15-010716-4
- Klassische Mythologie im Mittelalter. Antikenrezeption in der bildenden Kunst. Wien, Köln, Weimar 2019.

Herausgeberschaft
- als Herausgeber mit Manuela Beer: Das kleine Andachtsbild. Graphik vom 16. bis zum 20. Jahrhundert. Auswahlkatalog. Anläßlich der Kabinettausstellung „Verdacht auf Andacht. Unbekannte Graphik aus der Sammlung des Museum Schnütgen“, vom 1. Juli bis 22. August 2004 im Museum Schnütgen, eines Kooperationsprojekts des Kunsthistorischen Instituts der Rheinischen Friedrich-Wilhelms-Universität (Bonn) und des Museums Schnütgen (Köln). Olms, Hildesheim/Zürich/New York 2004. ISBN 3-487-12700-8
- als Herausgeber mit Nikola Doll, Ruth Heftrig und Olaf Peters: Kunstgeschichte nach 1945. Kontinuität und Neubeginn in Deutschland (Atlas. Bonner Beiträge zur Kunstgeschichte, N. F.  3). Böhlau, Weimar/Wien/Köln 2006, ISBN 3-412-00406-5
- als Herausgeber mit Neslihan Asutay-Effenberger: Sultan Mehmet II. Eroberer Konstantinopels – Patron der Künste. Böhlau, Wien/Köln/Weimar 2009. ISBN 978-3-412-20255-2
- als Herausgeber mit Ruth Heftrig und Olaf Peters: Alois J. Schardt. Ein Kunsthistoriker zwischen Weimarer Republik, „Drittem Reich“ und Exil in Amerika (Schriften zur modernen Kunsthistoriographie. 4). Akademie-Verlag, Berlin 2013. ISBN 3-05-005559-6
- als Herausgeber mit Thomas Ketelsen: Dürers Mysterien. Das Rätselhafte in seinem graphischen Werk. (Der un/gewisse Blick. 16). Wallraf-Richartz-Museum & Fondation Corboud, Köln 2014. ISBN 3-938800-22-4
- als Herausgeber: Mittelalterliche Mythenrezeption. Paradigmen und Paradigmenwechsel (Sensus. Studien zur mittelalterlichen Kunst. 10). Böhlau, Weimar/Wien/Köln 2018. ISBN 3-412-51153-6